# Sega Rally
Pour les autres significations, voir Sega Rally (jeu vidéo, 2007).
 (octobre 2019).
Si vous disposez d'ouvrages ou d'articles de référence ou si vous connaissez des sites web de qualité traitant du thème abordé ici, merci de compléter l'article en donnant les références utiles à sa vérifiabilité et en les liant à la section « Notes et références ».
Sega Rally est une série de jeux vidéo de course automobile créée et détenue par Sega.

## Jeux
| 1995 | Sega Rally Championship (Arcade, GBA, N-Gage, PC, PS2, Saturn) |
| 1998 | Sega Rally 2 (Arcade, PC, Dreamcast)                           |
| 2006 | Sega Rally 2006 (PS2)                                          |
| 2007 | Sega Rally (PC, PS2, PS3, PSP, X360)                           |
| 2008 | Sega Rally 3 (Arcade, PS3, X360)                               |